# Radio (album de LL Cool J)
Pour les articles homonymes, voir Radio.
Albums de LL Cool J
Bigger and Deffer
(1987)
Singles
1. I Need a Beats
Sortie : 1984
2. I Can't Live Without My Radio
Sortie : 1985
3. I Can Give You More
Sortie : 1985
4. I Want You
Sortie : 1985
5. Rock the Bells
Sortie : 1985
6. You'll Rock
Sortie : 1985

Radio est le premier album studio de LL Cool J, sorti le 4 novembre 1985.
L'album est entièrement produit par Rick Rubin, à l'exception du titre I Need a Beat (Remix), coproduit par Jazzy Jay.
L'album a connu un grand succès pour un album de hip-hop. Il a été classé à la 69e place des « 100 meilleurs albums des années 1980 » et à la 470e place des « 500 meilleurs albums de tous les temps » par le magazine Rolling Stone.
Il s'est classé 6e au Top R&B/Hip-Hop Albums et 46e au Billboard 200 et a été certifié disque de platine par la Recording Industry Association of America (RIAA) le 19 avril 1989.
La chanson I Can't Live Without My Radio apparaît sur la bande son du film Krush Groove.

## Liste des titres
| No  | Titre                                 | Contient un (des) sample(s) de | Durée |
| --- | ------------------------------------- | --- | ----- |
| 1.  | I Can't Live Without My Radio         | I Need a Beat (Remix) de LL Cool J | 5:28  |
| 2.  | You Can't Dance                       | Apache de l'Incredible Bongo Band | 3:37  |
| 3.  | Dear Yvette                           | Atomic Dog (en) de George Clinton | 4:07  |
| 4.  | I Can Give You More                   | | 5:08  |
| 5.  | Dangerous                             | Irresistible Bitch de Prince It's Yours de T La Rock et Jazzy Jay                                                                                    | 4:40  |
| 6.  | Untitled                              | | 1:18  |
| 7.  | Rock the Bells                        | Flick of the Switch d'AC/DC Saturday Night Live From Washington D.C. Pt. 2 de Trouble Funk Rocket in the Pocket (Live) de Cerrone Good Times de Chic | 4:01  |
| 8.  | I Need a Beat (Remix)                 | | 4:32  |
| 9.  | That's a Lie (featuring Russell Rush) | Owner of a Lonely Heart de Yes | 4:42  |
| 10. | You'll Rock                           | It's Yours de T La Rock et Jazzy Jay | 4:44  |
| 11. | I Want You                            | Beat the Clock de Jimmy Spicer | 4:51  |